# Große Goldbauch-Reisratte
Die Große Goldbauch-Reisratte (Nephelomys auriventer) ist ein im nordwestlichen Südamerika verbreitetes Nagetier in der Familie der Wühler. Die Population zählte längere Zeit als Unterart der Weißkehl-Reisratte (Nephelomys albigularis). Beide Arten und mehrere andere Wühler wurden bis zur Einführung der Gattung Nephelomys im Jahr 2006 zu den Reisratten (Oryzomys) gezählt.

## Merkmale
Dieses kräftig gebaute Nagetier erreicht eine Kopf-Rumpf-Länge von 140 bis 171 mm und eine Schwanzlänge von 160 bis 191 mm. Es sind 37 bis 39 mm lange Hinterfüße, Ohren von 27 bis 28 mm Länge und ein Gewicht von 115 bis 120 g vorhanden. Die kurzen und leicht borstigen Haare erzeugen oberseits ein orangebraunes bis goldbraunes Fell, in das einige etwas dunklere braune Haare eingestreut sind. Auf der Unterseite kommt helles gelbliche bis goldenes Fell vor. Die Ohren tragen nur wenige Haare. Nur ein Exemplar hatte einen weißen Fleck auf der Kehle. Der Schwanz ist einfarbig oder auf der Unterseite leicht heller. Kleine Abweichungen des Schädelbaus unterscheiden die Art von anderen Gattungsvertretern. Der diploide Chromosomensatz wird aus 70 Chromosomen (2n=70) gebildet.

## Verbreitung und Lebensweise
Die Art ist von mehreren Funden aus den Anden in Ecuador und Peru bekannt. Sie lebt zwischen 1150 und 1650 Meter Höhe. Die Exemplare halten sich in der Hochlandsteppe Páramo und in Bergwäldern auf. Manchmal wird Ackerland besucht.
Zur Lebensweise gibt es keine Angaben. Vermutlich ist sie ähnlich wie bei Reisratten.

## Gefährdung
Die IUCN listet die Art aufgrund fehlender Bedrohungen als nicht gefährdet (least concern).